# Baterista

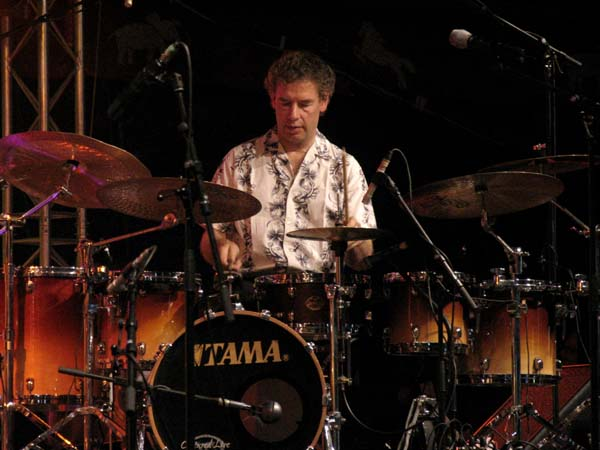
O baterista Bill Bruford no Moers Festival 2004 (Alemanha).

Um baterista é um músico que toca bateria, particularmente os tambores (ou bateria americana), formado geralmente pelo bumbo, caixa, surdo, chimbau, e pratos (podendo ter vários tipos de tom-tons). O termo percussionista normalmente refere-se mais genericamente à pessoa que toca instrumentos de percussão, com baquetas ou não, como os tímpanos, vibrafone, tambor, pandeiro, chocalhos, tamborim e tantos outros, ou ainda utiliza o próprio corpo para montar células rítmicas, batendo palmas, no peito, ou utilizando guizos atados às pernas, etc. Alguns percussionistas montam seus próprios conjuntos de percussão. Muitos bateristas acrescentam instrumentos não convencionais às suas baterias.